# I.C.S.A.
La I.C.S.A., acronimo di Industrie Cinematografiche società anonima, è stata un'azienda di produzione cinematografica attiva in Italia alla fine degli anni venti, nel periodo del cinema muto. Nonostante la sua sede legale fosse a Roma svolse la propria effettiva attività negli stabilimenti cinematografici fiorentini di Rifredi. Cessò l'attività a causa dell'insuccesso economico delle ambiziose, ma non remunerative, produzioni realizzate.

## Storia

### Dalla "Montalbano" alla I.C.S.A.
La vicenda della I.C.S.A. è strettamente legata a quella degli stabilimenti costruiti a Rifredi nel 1921 da Giovanni Montalbano, che a tal fine aveva costituito la "Montalbano Film". La scarsa fortuna commerciale delle pellicole prodotte a fronte del gravoso impegno richiesto da quell'investimento, oltre al dissesto della "Banca di Sconto" finanziatrice dell'operazione, provocò il subentro nella gestione di quell'impianto dapprima della "V.I.S.- Visioni Italiane Storiche" (che vi realizzò Dante nella vita e nei tempi suoi) ed in seguito di altre imprese: neppure la presenza (novembre 1923 - maggio 1924) del regista statunitense Henry King per le riprese de La suora bianca e di Romola prodotti dalla M.G.M., riuscì a rilanciare completamente gli impianti fiorentini.
Dopo alterni periodi di attività e di chiusura, nel 1926 intervenne a rilevare l'impianto la I.C.S.A., azienda costituita a Roma nel maggio di quell'anno, della quale facevano parte numerosi esponenti della nobiltà, tra i quali il principe Alberto Giovanelli, i senatori Vincenzo Giusti e Vittorio Scialoja, Filippo Nazari di Colabianca; tra i fondatori e membri del Consiglio d'amministrazione figurava anche Giuseppe Visconti, padre di Luchino. Il presidente della nuova Società fu l'avvocato Luigi Rotteni Tiraferri. I fondatori e l'amministratore Edgardo Garelli vantarono autorevoli appoggi politici, non si sa quanto veritieri. La Società mantenne la sede legale a Roma, mentre quella operativa fu a Firenze - Rifredi.

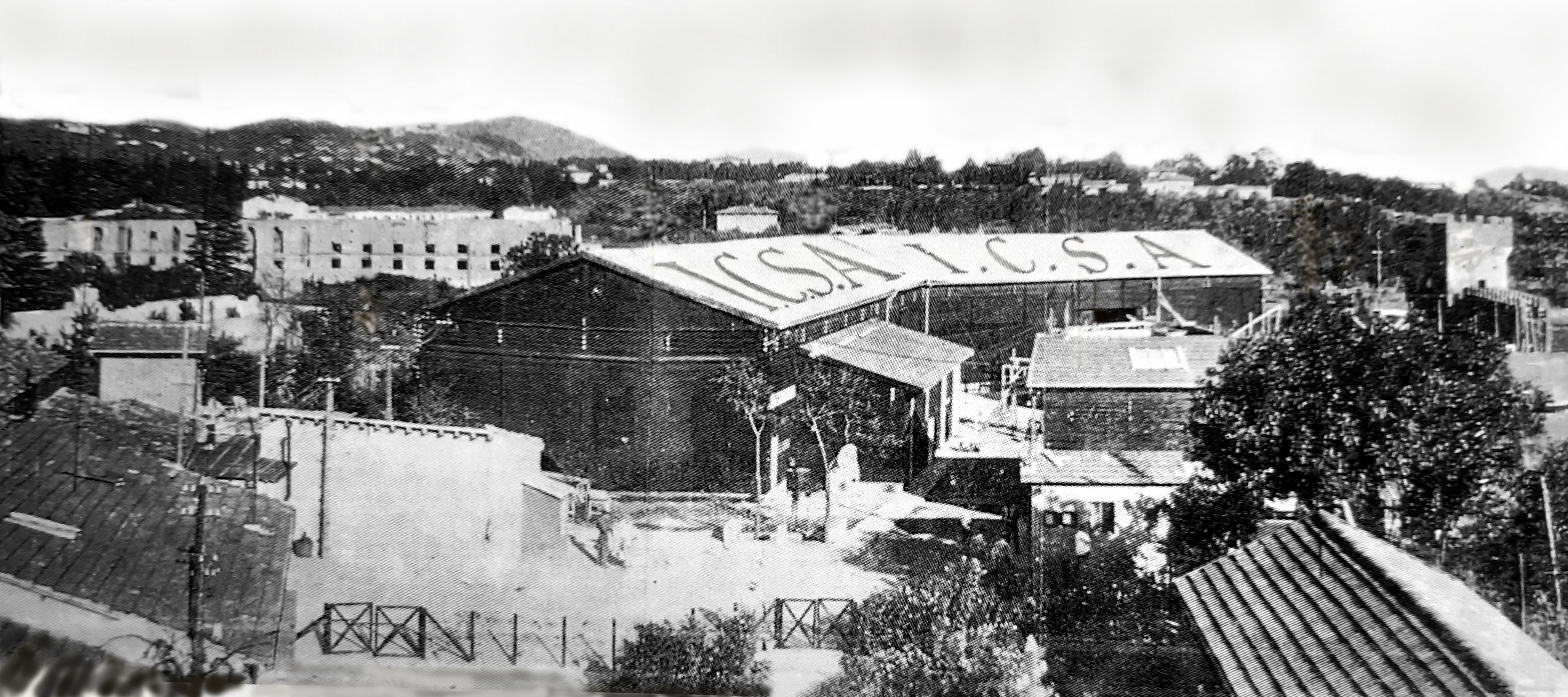
Gli stabilimenti cinematografici di Firenze Rifredi alla fine degli anni venti, ristrutturati ed ampliati dalla I.C.S.A.

### Contesto storico
L'iniziativa imprenditoriale si inquadrava in un periodo in cui la cinematografia italiana, dopo una crisi iniziata nel primo dopoguerra ed aggravata dal fallimento (1925) del tentativo monopolistico della U.C.I., si trovava in condizioni di estrema precarietà, con una produzione di poche pellicole di scarsa diffusione nazionale e quasi nessuna internazionale, salvo quelle prodotte a Napoli derivanti dalla sceneggiata  che godevano di un successo limitato alle comunità partenopee degli emigranti. Questa situazione aveva dato spazio a numerosi e ricorrenti appelli al rilancio (nella prosa del tempo definita una "rinascita") ed a tessere lodi a coloro che sembrava potessero diventarne gli artefici, in questo caso definiti «una bella ardimentosa, intelligente schiera di uomini, aperti in ogni più moderna concezione artistica che, riunita nella ICSA ha acquistato gli stabilimenti fiorentini della V.I.S., smentendo le voci di tanta canaglia che afferma che in Italia non si può e non si sa fare cinematografo».
In un quadro di decadenza, la I.C.S.A. si propose un ambizioso progetto produttivo. A tal fine realizzò notevoli investimenti per l'ampliamento dell'impianto fiorentino, con la costruzione di un secondo teatro di posa di 3.200 metri quadrati, in grado di raddoppiare la dotazione iniziale. Nell'ottobre 1927 nello stabilimento di Rifredi erano presenti, su una superficie complessiva di 50.000 mq. di cui 30.000 per riprese esterne, scenografie costruite per replicare una città del Duecento ed erano in funzione magazzini, sartoria, laboratori di sviluppo e stampa pellicole, una centrale elettrica autonoma, un'armeria, officine per carpenteria e falegnameria; vi erano anche sale di proiezione e di montaggio, camerini per gli attori, spogliatoi per i "generici". Tutto questo faceva scrivere ad uno stupefatto ed ammirato visitatore che si era in presenza di una concezione "industriale" del cinema, per la completezza della dotazione e per la disciplina del lavoro, da prendere a modello per analoghe iniziative, in grado di «far sorgere l'alba della nostra [italiana - ndr] cinematografia».

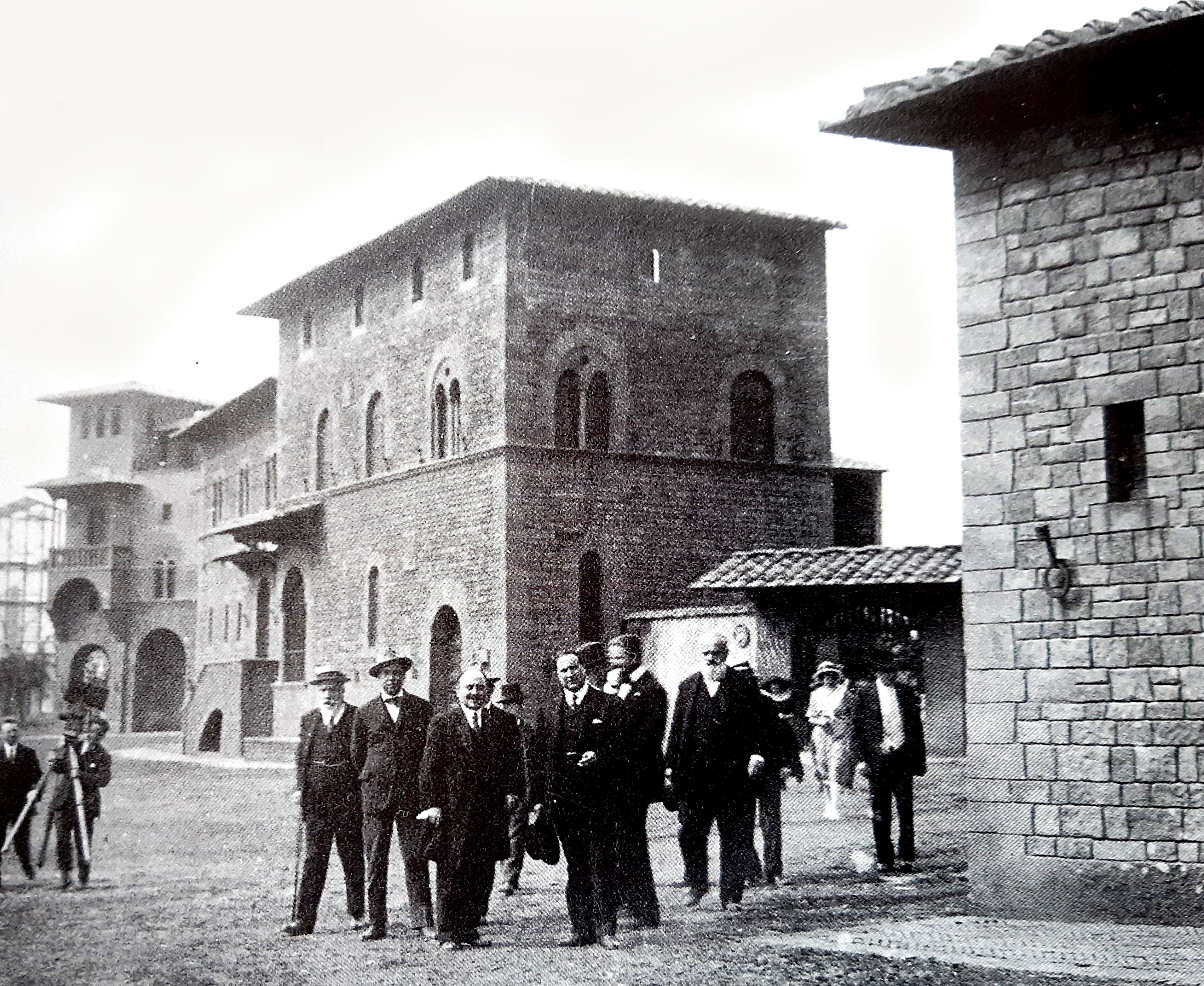
I dirigenti della I.C.S.A. all'ingresso degli stabilimenti di Rifredi durante la lavorazione di Frate Francesco (1927). Al centro il Presidente Rotteni Tiraferri ed il direttore Edgardo Garelli

### L'attività produttiva
La prima produzione della I.C.S.A fu Frate Francesco, diretto da Giulio Antamoro, anch'egli membro del Consiglio di Amministrazione, ed interpretato dallo "specialista" di film a carattere religioso Alberto Pasquali: per la sua realizzazione non si risparmiarono sforzi considerevoli rispetto alla tecnica di ripresa del tempo; vennero utilizzate fino a 7 macchine da presa in azione contemporanea per riprendere scene di massa in cui erano impiegate oltre 3.000 comparse organizzate in 16 diversi gruppi ed i cui movimenti venivano guidati da squilli di tromba, ciò che fece dire ad un osservatore che «la cinematografia straniera non ha nulla da insegnare a questa I.C.S.A.». I dirigenti della I.C.S.A. riuscirono anche a farsi ricevere dal re per fargli omaggio di un album fotografico del film.
Il film "francescano"venne presentato a Roma, al cinema "Augusteo", nella serata del 15 marzo 1927, in un evento che vide la presenza di diversi membri del Governo e venne descritto come «una data indimenticabile nella storia della rinascita cinematografica italiana, una gloria della I.C.S.A., un meritato e trionfale battesimo». In base alle cronache del tempo fu una delle rare pellicole italiane di quegli anni ad avere una distribuzione internazionale, acquisito dalla succursale francese della "First National" per la distribuzione in Francia, Belgio e colonie, Venne inoltre venduto in Olanda, Romania, Turchia, Messico e parte del Sud America.
Dopo Frate Francesco, la I.C.S.A. mise in cantiere Boccaccesca, sua seconda produzione, che era ancora in lavorazione nell'agosto del 1927: in questo caso il soggetto era dello stesso Presidente Tiraferri, con regia di Alfredo De Antoni, l'interpretazione di una delle attrici italiane più rinomate di quegli anni, Elena Sangro, (ma anche secondo film della quasi esordiente, diciottenne, Isa Pola), e sforzi non indifferenti quanto a impegno produttivo. Veniva inoltre annunciato l'inizio della lavorazione, sempre a Rifredi, di un altro "colossal" storico, Sisto Vº, già pubblicizzato come disponibile in inserzioni promozionali dell'azienda, ed il progetto di ridurre per il cinema Raggio di Luna, racconto scritto da Ugo Falena.

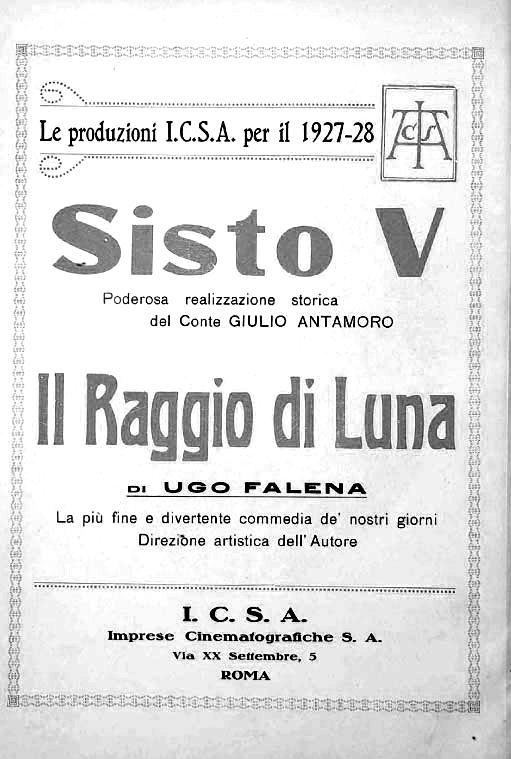
Inserzione della I.C.S.A. pubblicata sul n.10, ottobre 1927, della Rivista cinematografica che annuncia due film mai realizzati

### Dallo sviluppo alla crisi
I programmi della I.C.S.A. sembravano senza sosta: dopo aver previsto un aumento di capitale sino a 50 milioni, nel febbraio 1928 annunciò di aver acquistato gli stabilimenti cinematografici romani della Farnesina, dotati di una superficie di 90.000 mq, per i quali venivano avviati lavori di ammodernamento finalizzati a realizzare 2 teatri di posa, di modo che a quel punto la Società poteva disporre di ben due grandi impianti, uno a Firenze ed uno nella Capitale, diventando così, nella visione di molti, la possibile alternativa a quella che era in quegli anni considerata l'unica azienda di produzione cinematografica attiva in Italia, la S.A.S.P. di Stefano Pittaluga.

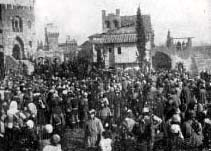
Stabilimento cinematografico di Firenze Rifredi. Scene di massa durante la lavorazione di Frate Francesco, prima produzione della I.C.S.A.

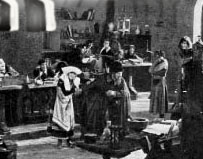
Fotogramma di Boccaccesca, secondo (ed ultimo) film prodotto e distribuito nel 1928 dalla I.C.S.A.

Era previsto che i lavori di rifacimento di questi impianti terminassero a giugno così da esser pronti per 2 film che la I.C.S.A. aveva in programma, entrambi per la regia di Enrico Guazzoni, La sperduta di Allah e Miryam. Poco prima era stata annunciata la scrittura di Rina De Liguoro, una delle attrici italiane di maggior fama internazionale del tempo, per realizzare, a partire da ottobre 1927, La bella corsara e si informava che l'amministratore Garelli aveva sottoscritto a Berlino importanti accordi di co produzione con la U.F.A..
La funzione di concorrenza alla S.A.S.P.. venne particolarmente apprezzata dal gruppo che, con Blasetti, si era raccolto attorno alla rivista cinematografo e che aveva basato gran parte del suo impegno militante a favore della ripresa del cinema italiano proprio sulla polemica contro l'azienda torinese: da ciò nacque un accordo tra questo gruppo e la I.C.S.A. per bandire alcuni concorsi relativi a nuovi autori, nuovi scenografi, nuovi registi e nuovi attori ed attrici (per il quale gli organizzatori furono travolti da quasi 4.000 candidature) da indirizzare verso «la cinematografia italiana che ha bisogno come il pane delle energie e della volontà dei giovani».
Ma tutto questo complesso di progetti e di iniziative, che aveva suscitato nei commentatori del tempo lodi ed entusiasmi non tanto artistici quanto in funzione della agognata "rinascita", era destinato a durare poco ed anche la certezza che «il governo nazionale, consapevole della necessità di ridare alla nostra cinematografia la fortuna che merita, ha accordato alla I.C.S.A. tutto il suo appoggio perché possa riuscire degna delle tradizioni dell'arte italiana» era destinata a rivelarsi un'auto illusione in quanto dal governo, che pure in quegli stessi anni stava finanziando in modo consistente, oltre al "Luce", anche l'importante iniziativa internazionale dell"Istituto per il cinema educativo" collegato alla Società delle Nazioni non arrivò, in concreto, nessun intervento per il cinema spettacolare.
La crisi della I.C.S.A. maturò nel maggio 1928, quando un'assemblea straordinaria degli azionisti prese atto delle difficoltà finanziarie in cui si dibatteva l'azienda, causate dalla scarsa remunerazione delle due pellicole prodotte a fronte dei costosi investimenti realizzati; le lavorazioni in corso si bloccarono, il personale fu licenziato e nel luglio fu estromesso l'intero Consiglio di amministrazione, con la nomina di un nuovo presidente, l'avvocato Demetrio Fittaioli, e di nuovi componenti. 

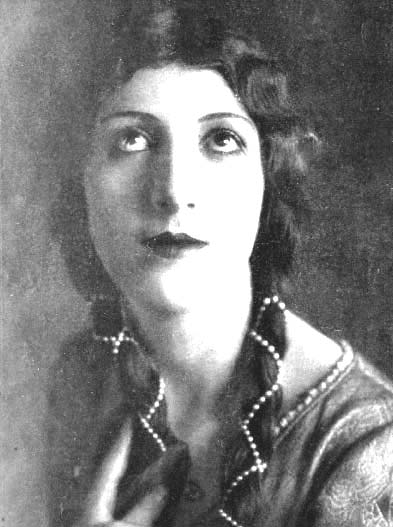
Elena Sangro, nota attrice italiana del muto alla fine degli anni venti, lavorò a Rifredi quale principale interprete di Boccaccesca

Questo rovescio finanziario fu criticato anche da chi, soltanto 8 mesi prima, non aveva esitato a tessere lodi incondizionate ai dirigenti della società, che invece ora venivano accusati di «aver iniziato la produzione di un film costosissimo costruendovi attorno un impianto, e non il contrario [oltre] aver scelto elementi con criteri commerciali come la S.A.S.P.» aggiungendo però che «sarebbe increscioso, deplorevole e colpevole far chiudere i battenti alla I.C.S.A. e porre in evidenza un nuovo insuccesso industriale [..] Per i superiori interessi nazionali si mantenga in vita una società che potrà avere il più brillante e riparatore avvenire».

### La I.C.S.A. diventa "Suprema"
L'appello restò inascoltato dalla sfera pubblica, ma la breve avventura della I.C.S.A. poté comunque trovare una prosecuzione quando l'azienda romano-fiorentina venne riaperta a Venezia nel 1928 con la nuova denominazione di "Società Anonima Suprema Films", nella quale, allontanati Tiraferri e Garelli, continuò ad avere un ruolo il principe Giovanelli, affiancato da un imprenditore veneto della distribuzione cinematografica, Giovanni Scarabellin. La nuova azienda, con sede legale a Venezia, San Luca 1451 e sede operativa a Roma, Via Monterone 2, abbandonò lo stabilimento di Rifredi, conservando invece i Teatri di Posa della Farnesina, e rilevò i precedenti progetti dei 2 film "libici" diretti da Guazzoni, che uscirono effettivamente a suo nome nel 1929.
Ormai però il cinema stava correndo verso il sonoro e le aziende in attività in Italia alla fine degli anni venti, ancora legate alla produzione muta (la A.D.I.A, produttrice di Kif Tebbi, la milanese S.A.C.I.A, che aveva realizzato Rotaie, la "Augustus" di Blasetti, da cui era nata la sfortunata avventura di Sole, oltre alla stessa "Suprema"), benché tentassero una resistenza riunendosi in un "Consorzio Produttori", dovettero chiudere per lasciar spazio all'iniziativa di Pittaluga, che dal 1929 aveva deciso di introdurre la nuova tecnologia negli impianti romani della "Cines" di via Vejo, dove nel 1930 sarebbe stato realizzato La canzone dell'amore, primo film sonoro di produzione italiana ad essere distribuito. Così anche la "Suprema film", "erede" diretta dell'I.C.S.A., dopo 2 altri film (Il cantastorie di Venezia e Maratona), scomparve dalla scena.

## Filmografia
Nonostante l'attesa e gli entusiasmi con cui molti commentatori salutarono e seguirono la nascita e l'attività della I.C.S.A., l'azienda romano-fiorentina distribuì, pur avendone messo in programma qualcuno di più, soltanto 2 film:
- Frate Francesco, regia di Giulio Antamoro, (1927)
- Boccaccesca, regia di Alfredo De Antoni, (1928)

Del primo sono conservate oggi solo due copie molto parziali (Cineteca Nazionale e Cinématèque de Lausanne), mentre il secondo è considerato perduto.
Altre due pellicole che erano state avviate dalla I.C.S.A., risultano edite nel 1929 dalla veneziana "Suprema Film":
- La sperduta di Allah, regia di Enrico Guazzoni, (1929)
- Miryam, regia di Enrico Guazzoni, (1929).

Oggi sono considerate entrambe perdute.
Una brochure della Suprema Films (Venezia Roma), stampata presumibilmente tra il 1929 e il 1930 nelle Officine Grafiche della Società Dolomiti di Cortina d'Ampezzo, 
copertina e fregi opera di Franz Lenhart, presenta nell'ordine i seguenti films:
- Miryam, regia di Enrico Guazzoni, (1929)
- Il cantastorie di Venezia, regia di Atto Retti-Marsani, (1929)
- Maratona (film), regia di Nicola Fausto Neroni, (1930)
- La sperduta di Allah, regia di Enrico Guazzoni, (1929)
- Boccaccesca, regia di Alfredo De Antoni, (1928)
- La bella corsara, regia di Wladimiro De Liguoro, (1928)
- Frate Francesco, regia di Giulio Antamoro, (1927)